# ماريكا هاياشي
ماريكا هاياشي (باليابانية: 林 真里花) مواليد 17 أبريل 1975، هي ممثلة ومؤدية أصوات يابانية.

## الأعمال

### مسلسلات أنمي
- داركر ذان بلاك

### أفلام
- فيلم ناروتو: ذعر الحيوان في جزيرة هلال القمر

### الدبلجة
- 2012
- 24
- أجاثا كريستي بوارو
- بونز
- صراع الجبابرة
- عقول إجرامية
- مسحور
- نهاية الأيام
- إي آر
- إيراغون
- الوجهة النهائية 3
- فلاش فورورد
- من روسيا مع الحب
- كن ذكياً
- غريز أناتومي
- هرقل
- جبهة داخلية
- ميرلين
- الهادئ
- بيبر دينيس
- أسطورة البحار السبعة
- المبيد 3
- المدمر: الخلاص
- المبيد: سجلات سارا كونورز
- المتحولون
- المتحولون: عصر الانقراض
- بيتي القبيحة
- نهاية العالم

## وصلات خارجية
- ماريكا هاياشي على موقع IMDb (الإنجليزية)
- ماريكا هاياشي على موقع قاعدة بيانات الفيلم (الإنجليزية)
- ماريكا هاياشي على موقع كينوبويسك (الروسية)
- ماريكا هاياشي على موقع ANN person (الإنجليزية)